# Imagem Filmes
A Imagem Filmes é uma distribuidora de filmes e um estúdio cinematográfico brasileiro. Foi fundada em 1998 e atualmente está sediada em Barueri, São Paulo.

## Alguns títulos distribuídos pela Imagem Filmes[3]
- Silêncio
- Vicky Cristina Barcelona
- Os Oito Odiados
- A Viagem
- Gretel & Hansel
- Pompeia
- O Físico
- Sin City 2: A dama fatal
- É Fada
- Sangue e Honra
- Max Steel
- Reza a Lenda
- Já Estou Com Saudades
- Viver sem Endereço
- O Encontro
- Sob Pressão
- Fora do Alcance
- A Amaldiçoada
- Fator de Risco
- Trocando os Pés
- Boa Sorte
- Vai Que dá Certo
- Vai Que dá Certo 2
- Somos Tão Jovens
- Bem Casados
- Planeta 51
- Vestido pra Casar
- Pânico (franquia de filmes)
- Os Mercenários
- Debi & Lóide 2
- Motoqueiro Fantasma 2
- Imortais
- Bruna Surfistinha[4]
- Gnomeu e Julieta
- Brasil Animado
- Cidade de Deus
- O Palhaço
- Chicago
- Kill Bill
- Crash - No Limite
- Abril Despedaçado
- Madame Satã
- Super-Herói - O Filme
- Os Normais 2
- Sempre ao Seu Lado
- Jogos Mortais - O Final
- O Fabuloso Destino de Amélie Poulain
- Equilibrium
- Paddington 2
- De Novo Não!
- Corgi: Top Dog
- Terrifier 2
- Silvio